# Pimelea preissii
Pimelea preissii är en tibastväxtart som beskrevs av Carl Daniel Friedrich Meisner. Pimelea preissii ingår i släktet Pimelea och familjen tibastväxter. Inga underarter finns listade i Catalogue of Life.